# 京都アートフェスタ・アートダイブ
京都アートフェスタ・アートダイブ（きょうとアートフェスタ・アートダイブ）は、2014年まで京都で開催されていた関西最大級の若手アーティストによる芸術祭である。英語表記はartDive、略称はアートダイブ。

## 概要
2009年から京都発となる屋内型アートフェスタとしてスタート。当初は年2回、春と秋に開催された。会場は京都市勧業館みやこめっせ。300人以上の若手アーティストにより様々なオリジナル作品が展示・販売され、5,000人を超える来場者が集まる関西最大級のアートイベントだった。2015年からはartDive・ARTFESTA OSAKAとしてインテックス大阪に会場を移し、出展者の年齢制限を廃止した。

## 展示形式
参加するアーティストはブースと呼ばれる各自の展示スペースに自由な形式で展示を行う。ブースには背面や側面にパネルが設置されているギャラリーブースと、それらが設置されていないフリーブースがあり、展示方法や作品種類によって適したブースをアーティスト自身で選び出展する。また、白紙の大型パネルに作品を描き上げるライブペイントブースやアーティストが講師となり作品制作を体験するワークショップエリアなども設置した。

## 展示作品
ジャンル不問のアートイベントであるため、絵画、イラストレーション、写真などの平面作品から、彫刻、陶芸、インスタレーション、映像、アニメーション、ファッション、アクセサリー、手芸品まで様々な作品が展示・販売された。

## 開催履歴
- 京都アートフェスタ・アートダイブ#01 (2009年12月12日・13日開催)
  - 出展者数196人：来場者数：2,300人
- 京都アートフェスタ・アートダイブ#02 (2010年5月29日・30日開催)
  - 出展者数270人：来場者数：3,400人
- 京都アートフェスタ・アートダイブ#03 (2010年11月13日・14日開催)
  - 出展者数250人：来場者数：3,200人
- 京都アートフェスタ・アートダイブ#04 (2011年5月14日・15日開催)
  - 出展者数300人：来場者数：4,000人
- 京都アートフェスタ・アートダイブ#05 (2011年10月22日・23日開催)
  - 出展者数340人：来場者数：5,000人
- 京都アートフェスタ・アートダイブ#06 (2012年5月19日・20日開催)
  - 出展者数330人：来場者数：4,700人
- 京都アートフェスタ・アートダイブ#07 (2012年10月20日・21日開催)
  - 出展者数360人：来場者数：6,000人
- 京都アートフェスタ・アートダイブ2013 (2013年10月26日・27日開催)
  - 出展者数650人：来場者数：9,300人
- 京都アートフェスタ・アートダイブ2014 (2014年10月25日・26日開催)
  - 出展者数760人：来場者数：8,000人